# Rhus potaninii
Rhus potaninii är en sumakväxtart som beskrevs av Carl Maximowicz. Rhus potaninii ingår i släktet sumaker, och familjen sumakväxter. Inga underarter finns listade i Catalogue of Life.